# اچ‌ام‌اس نلسون (۲۸)
اچ‌ام‌اس نلسون (۲۸) (به انگلیسی: HMS Nelson (28)) یک کشتی بود که طول آن ۷۱۰ فوت (۲۲۰ متر) بود. این کشتی در سال ۱۹۲۵ ساخته شد.